# Peter Panzner
Peter Panzner (* 5. April 1944 in Schwerin) ist ein deutscher Maler und Grafiker.

## Leben und Werk
Panzner absolvierte bis 1964 eine Lehre als Maurer und war danach bis 1965 bei der DEFA in Babelsberg bei Filmarbeiten beschäftigt. Nach dem Grundwehrdienst in der NVA studierte er von 1967 bis 1970 an der Außenstelle Potsdam der Fachschule für Werbung und Gestaltung Berlin-Oberschöneweide. Dort war er ein Jahr lang Assistent. An der Schule lernte er die spätere Malerin Christa Panzner (* 1948) kennen, die er dann heiratete. Ab 1970 war er wissenschaftlicher Mitarbeiter beim VEB Ausbau Berlin. Von 1974 bis 1979 studierte Panzner bei Günter Brendel, Harald Hakenbeck und Dietrich Nosky an der Kunsthochschule Berlin-Weißensee. Nach dem Diplomabschluss als Maler und Grafiker arbeitete er als freischaffender Künstler in Potsdam. Mit dortigen Künstlerkolleginnen und -Kollegen hielt er sich wiederholt zum Malen an der Ostsee in Groß Zicker auf.
Kurz vor dem Ende der DDR zog er mit seiner Frau nach Kleinmachnow, wo sie ein heruntergekommenes Haus erworben hatten. Als nach der deutschen Wiedervereinigung der Alteigentümer Ansprüche geltend machte, zogen sie 1992 nach Oehna. Dort richteten sie das leerstehende vormalige Schulgebäude für sich her.
Panzner arbeitet seit Mitte der 1980er Jahre vorrangig als Druckgrafiker in den Techniken Kaltnadel und Aquatinta, seit Ende der 1990er Jahre auch im Collage-Druck.
Ab 1992 hatte er einen Lehrauftrag für Druckgrafik an der Kunstschule Potsdam. Ab 1994 richtete er mit seiner Frau in Oehna jährlich Ferienprojekte der Kunstschule aus.
Panzner hatte eine bedeutende Zahl von Einzel- und Gruppenausstellungen und nahm an nationalen und internationalen Symposien und Pleinairs teil. Zu Studienaufenthalten hielt er sich u. a. in der Sowjetunion, Bulgarien und Polen und nach der deutschen Wiedervereinigung auch in Ägypten, Frankreich, Griechenland, Irland, Italien, Namibia, Südafrika und der Türkei auf.
Panzner hat mit seiner Frau drei Söhne. Jacob Panzner studierte Literaturwissenschaft und Philosophie und ist in der politischen Bildungsarbeit tätig. Conrad Panzner (* 1979) betätigt sich nach einem Studium der Landschaftsarchitektur als Maler.

## Mitgliedschaften
- 1981 bis 1990 Verband Bildender Künstler der DDR
- 1990 bis 2004 Bundesverband Bildender Künstlerinnen und Künstler
- 1990 bis 1996 Potsdamer Künstlerverein
- ab 1995 Künstlergruppe quARTe

## Ehrungen
- 2016: Brandenburgischer Kunstpreis für Grafik
- 2023: Teltow-Fläming-Preis[1]

## Werke (Auswahl)
- Atelierecke (1983, Öl, 81 × 90 cm)[2]
- Scheune XII (1985, Aquatinta, 32 × 39 cm)[3]
- Don Quichote (1986, Öl, 90 × 100 cm)[4]
- Stillleben mit Samowar (1980, Öl; Potsdam-Museum)[5]
- Pleinair-Atelier (1980, Öl; Potsdam-Museum)[6]
- Der Traum des Alexander H. (1982, Öl, 90 × 101 cm; Kunstarchiv Beeskow)[7]
- Das gleiche Lied II (1984, Öl, 91, × 102 cm; Kunstarchiv Beeskow)[8]
- Am Neuen Palais (1986, Aquarell; Potsdam-Museum)[9]

## Weitere Ausstellungen (unvollständig)

### Einzelausstellungen seit der deutschen Wiedervereinigung
- 2000: Potsdam, Galerie am Neuen Palais
- 2002: Windhoek, National Art Gallery of Namibia
- 2014: Blankenfelde, LEIGA – Kunstgalerie der „Alten Aula“ („Ankunft in der Ferne“)
- 2019: Luckenwalde, Galerie im Kreishaus („Langstrecke“)[10]
- 2024: Wünsdorf, Neuen Galerie des Landkreises Teltow-Fläming („Lebensformat. Peter Panzner – Druckgrafik, Malerei“)
- 2024: Potsdam, Industrie- und Handelskammer („Fügungen“; mit Christa und Conrad Panzner)

### Teilnahme an zentralen und wichtigen regionalen Ausstellungen in der DDR
- 1981 und 1984: Potsdam, Bezirkskunstausstellungen
- 1986 und 1989: Berlin und weitere Städte („100 ausgewählte Grafiken“)
- 1980: Frankfurt/Oder, Sport- und Ausstellungszentrum („Junge Künstler der DDR “)
- 1981: Potsdam (Kunstausstellung zum X. Parteitag der SED)
- 1985: Potsdam („Kunstausstellung Potsdam“)
- 1986: Magdeburg, Kloster Unser Lieben Frauen („Grafik in den Kämpfen unserer Tage“)
- 1987: Potsdam („Impressionen aus der Sowjetunion“)